# Okręg wyborczy nr 79 do Senatu Rzeczypospolitej Polskiej
Okręg wyborczy nr 79 do Senatu Rzeczypospolitej Polskiej obejmuje obszar powiatów cieszyńskiego i żywieckiego (województwo śląskie). Wybierany jest w nim 1 senator na zasadzie większości względnej.
Utworzony został w 2011 na podstawie Kodeksu wyborczego. Po raz pierwszy zorganizowano w nim wybory 9 października 2011. Wcześniej obszar okręgu nr 79 należał do okręgu nr 26.
Siedzibą okręgowej komisji wyborczej jest Bielsko-Biała.

## Reprezentant okręgu
| Rok  | Rok            | Senator       | Komitet wyborczy         |
| ---- | -------------- | ------------- | ------------------------ |
|      | 2011           | Tadeusz Kopeć | Platforma Obywatelska RP |
|      | 2015           | Tadeusz Kopeć | Prawo i Sprawiedliwość   |
| 2019 |                | Tadeusz Kopeć | Prawo i Sprawiedliwość   |
| 2023 | Andrzej Kalata |               | Prawo i Sprawiedliwość   |

## Wyniki wyborów
Symbolem „●” oznaczono senatora ubiegającego się o reelekcję.

### Wybory parlamentarne 2011
| Kandydat                                                                                      | Kandydat        | Komitet wyborczy                    | Głosów | Głosów | Głosów |
| Kandydat                                                                                      | Kandydat        | Komitet wyborczy                    | Liczba | %      | +/–    |
| --------------------------------------------------------------------------------------------- | --------------- | ----------------------------------- | ------ | ------ | ------ |
|                                                                                               | Tadeusz Kopeć   | Platforma Obywatelska RP            | 48 948 | 37,71  | –      |
|                                                                                               | Jan Kawulok     | Prawo i Sprawiedliwość              | 39 030 | 30,07  | –      |
|                                                                                               | Karol Stasica   | Sojusz Lewicy Demokratycznej        | 18 688 | 14,40  | –      |
|                                                                                               | Piotr Tyrlik    | Polskie Stronnictwo Ludowe          | 16 839 | 12,97  | –      |
|                                                                                               | Wiesław Lewicki | Nowa Prawica – Janusza Korwin-Mikke | 6284   | 4,84   | –      |
| Frekwencja: 50,91% Liczba głosów ważnych: 133 300 (97,37%) Źródło: Państwowa Komisja Wyborcza |                 |                                     |        |        |        |

### Wybory parlamentarne 2015
| Kandydat                                                                                      | Kandydat        | Komitet wyborczy                                  | Głosów | Głosów | Głosów |
| Kandydat                                                                                      | Kandydat        | Komitet wyborczy                                  | Liczba | %      | +/–    |
| --------------------------------------------------------------------------------------------- | --------------- | ------------------------------------------------- | ------ | ------ | ------ |
|                                                                                               | Tadeusz Kopeć ● | Prawo i Sprawiedliwość                            | 58 482 | 43,23  | +13,16 |
|                                                                                               | Karol Węglarzy  | Platforma Obywatelska RP                          | 43 782 | 32,36  | –5,35  |
|                                                                                               | Ryszard Barcik  | KWW Niezależnego Kandydata Prof. Ryszarda Barcika | 33 019 | 24,14  | –      |
| Frekwencja: 53,27% Liczba głosów ważnych: 135 283 (96,30%) Źródło: Państwowa Komisja Wyborcza |                 |                                                   |        |        |        |

### Wybory parlamentarne 2019
| Kandydat                                                                                      | Kandydat        | Komitet wyborczy                           | Głosów | Głosów | Głosów |
| Kandydat                                                                                      | Kandydat        | Komitet wyborczy                           | Liczba | %      | +/–    |
| --------------------------------------------------------------------------------------------- | --------------- | ------------------------------------------ | ------ | ------ | ------ |
|                                                                                               | Tadeusz Kopeć ● | Prawo i Sprawiedliwość                     | 78 655 | 49,16  | +5,93  |
|                                                                                               | Hubert Maślanka | KKW Koalicja Obywatelska PO .N iPL Zieloni | 64 787 | 40,49  | +8,13  |
|                                                                                               | Jerzy Jachnik   | KWW Przywrócić Prawo                       | 16 550 | 10,34  | –      |
| Frekwencja: 62,26% Liczba głosów ważnych: 159 992 (98,11%) Źródło: Państwowa Komisja Wyborcza |                 |                                            |        |        |        |

### Wybory parlamentarne 2023
| Kandydat                                                                                      | Kandydat       | Komitet wyborczy                     | Głosów | Głosów | Głosów |
| Kandydat                                                                                      | Kandydat       | Komitet wyborczy                     | Liczba | %      | +/–    |
| --------------------------------------------------------------------------------------------- | -------------- | ------------------------------------ | ------ | ------ | ------ |
|                                                                                               | Andrzej Kalata | Prawo i Sprawiedliwość               | 73 276 | 39,59  | –9,57  |
|                                                                                               | Konrad Gołota  | Nowa Lewica                          | 63 448 | 34,28  | –      |
|                                                                                               | Beata Macura   | Bezpartyjni Samorządowcy             | 24 620 | 13,30  | –      |
|                                                                                               | Daniel Flaka   | Konfederacja Wolność i Niepodległość | 23 754 | 12,83  | –      |
| Frekwencja: 74,62% Liczba głosów ważnych: 185 099 (98,10%) Źródło: Państwowa Komisja Wyborcza |                |                                      |        |        |        |

## Kartogramy
| - Zwycięzcy wyborów 2011 w poszczególnych gminach: Tadeusz Kopeć Jan Kawulok Piotr Tyrlik | - Zwycięzcy wyborów 2015 w poszczególnych gminach: Tadeusz Kopeć Karol Węglarzy Ryszard Barcik | - Zwycięzcy wyborów 2019 w poszczególnych gminach: Tadeusz Kopeć Hubert Maślanka |